# El grito de las mariposas
El grito de las mariposas (prt: O Grito das Borboletas; bra: O Grito das Mariposas) é uma série de televisão hispano-argentina criada por Juan Pablo Buscarini e produzida por pela Gloriamundi Producciones, em associação com Pampa Films, para a The Walt Disney Company. Ambientada na República Dominicana durante a ditadura de Trujillo, foi lançada em 8 de março de 2023.

## Premissa
Passada na República Dominicana dos anos 1950, durante a ditadura de Rafael Leónidas Trujillo, a ficção centra-se na relação entre a idealista  Minerva Mirabal (uma das irmãs Mirabal) e Arantxa Oyamburu, uma imigrante espanhola.

## Elenco

### Principal
- Sandy Hernández como Minerva Mirabal
- Susana Abaitua como Arantxa Oyamburu
  - Mercedes Sampietro como Arantxa Oyamburu em 1999
- Luis Alberto García como Rafael Leónidas Trujillo
- Belén Rueda como Pilar Macías

### Coadjuvante
- Alina Robert como Patria Mirabal
- Camila Issa como María Teresa Mirabal
- Guillermo Toledo como Asier Oyamburu
- Héctor Noa como Petán Trujillo
- Maridalia Hernández como Dona Chea Mirabal
- Jairo Camargo como Enrique Mirabal
- Essined Aponte como Dede Mirabal

## Episódios
| N.º | Título                                                  | Dirigido por                              | Escrito por | Lançamento         |
| --- | ------------------------------------------------------- | ----------------------------------------- | --- | ------------------ |
| 1   | "Bailando con el diablo" "Dançando com o Diabo"         | Mariano Hueter, Leandro Ipiña, Inés París | História por : Ricardo Rodríguez, Juan Pablo Buscarini, Azucena Rodríguez Roteiro por : Gabriel Nicoli, Juan Matías Carballo, Pablo E. Bossi | 8 de março de 2023 |
| 2   | "Dos caminos" "Dois Caminhos"                           | Mariano Hueter, Leandro Ipiña, Inés París | História por : Ricardo Rodríguez, Juan Pablo Buscarini, Azucena Rodríguez Roteiro por : Gabriel Nicoli, Juan Matías Carballo, Pablo E. Bossi | 8 de março de 2023 |
| 3   | "La prueba" "O Teste"                                   | Mariano Hueter, Leandro Ipiña, Inés París | História por : Ricardo Rodríguez, Juan Pablo Buscarini, Azucena Rodríguez Roteiro por : Gabriel Nicoli, Juan Matías Carballo, Pablo E. Bossi | 8 de março de 2023 |
| 4   | "Reencuentro y desencuentro" "Reencontro e Desencontro" | Mariano Hueter, Leandro Ipiña, Inés París | História por : Ricardo Rodríguez, Juan Pablo Buscarini, Azucena Rodríguez Roteiro por : Gabriel Nicoli, Juan Matías Carballo, Pablo E. Bossi | 8 de março de 2023 |
| 5   | "El precio de los sueños" "O Preço dos Sonhos"          | Mariano Hueter, Leandro Ipiña, Inés París | História por : Ricardo Rodríguez, Juan Pablo Buscarini, Azucena Rodríguez Roteiro por : Gabriel Nicoli, Juan Matías Carballo, Pablo E. Bossi | 8 de março de 2023 |
| 6   | "Los cazados" "Os Perseguidos"                          | Mariano Hueter, Leandro Ipiña, Inés París | História por : Ricardo Rodríguez, Juan Pablo Buscarini, Azucena Rodríguez Roteiro por : Gabriel Nicoli, Juan Matías Carballo, Pablo E. Bossi | 8 de março de 2023 |
| 7   | "Serás Gipsy" "Gipsy Show"                              | Mariano Hueter, Leandro Ipiña, Inés París | História por : Ricardo Rodríguez, Juan Pablo Buscarini, Azucena Rodríguez Roteiro por : Gabriel Nicoli, Juan Matías Carballo, Pablo E. Bossi | 8 de março de 2023 |
| 8   | "El momento de la verdad" "O Momento da Verdade"        | Mariano Hueter, Leandro Ipiña, Inés París | História por : Ricardo Rodríguez, Juan Pablo Buscarini, Azucena Rodríguez Roteiro por : Gabriel Nicoli, Juan Matías Carballo, Pablo E. Bossi | 8 de março de 2023 |
| 9   | "Traigan a Jimmy Alves" "Tragam o Jimmy Alves"          | Mariano Hueter, Leandro Ipiña, Inés París | História por : Ricardo Rodríguez, Juan Pablo Buscarini, Azucena Rodríguez Roteiro por : Gabriel Nicoli, Juan Matías Carballo, Pablo E. Bossi | 8 de março de 2023 |
| 10  | "Que nos entierren de pie" "Que Nos Enterrem em Pé"     | Mariano Hueter, Leandro Ipiña, Inés París | História por : Ricardo Rodríguez, Juan Pablo Buscarini, Azucena Rodríguez Roteiro por : Gabriel Nicoli, Juan Matías Carballo, Pablo E. Bossi | 8 de março de 2023 |
| 11  | "14 de junio" "14 de Junho"                             | Mariano Hueter, Leandro Ipiña, Inés París | História por : Ricardo Rodríguez, Juan Pablo Buscarini, Azucena Rodríguez Roteiro por : Gabriel Nicoli, Juan Matías Carballo, Pablo E. Bossi | 8 de março de 2023 |
| 12  | "Que parezca un accidente" "Que Pareça um Acidente"     | Mariano Hueter, Leandro Ipiña, Inés París | História por : Ricardo Rodríguez, Juan Pablo Buscarini, Azucena Rodríguez Roteiro por : Gabriel Nicoli, Juan Matías Carballo, Pablo E. Bossi | 8 de março de 2023 |
| 13  | "Matar o morir" "Matar ou Morrer"                       | Mariano Hueter, Leandro Ipiña, Inés París | História por : Ricardo Rodríguez, Juan Pablo Buscarini, Azucena Rodríguez Roteiro por : Gabriel Nicoli, Juan Matías Carballo, Pablo E. Bossi | 8 de março de 2023 |

## Produção
Criada por Juan Pablo Buscarini (showrunner), El grito de las mariposas é produzido pela Gloriamundi Producciones, Pampa Films, Tandem Films, Debut y Despedida e Mediabyte. os créditos de direção incluem Mariano Hueter, Leandro Ipiña e Inés París [es], . A equipe de redatores é formada por Azucena Rodríguez, Ricardo Rodríguez, Juan Pablo Buscarini, Juan Carballo, Gabriel Nicoli e Pablo E. Bossi.
Composta de 13 episódios, as filmagens na Colômbia foram relatadas como tendo começado em agosto de 2021.

## Lançamento
El grito de las mariposas foi lançada com seus 13 episódios em 8 de março de 2023 como uma série original do Star+ na América Latina, no Hulu nos Estados Unidos e no Disney+ via hub Star em outros territórios internacionais.